# Larivière (Territoire de Belfort)
Pour les articles homonymes, voir Larivière.
Larivière est une commune française située dans le département du Territoire de Belfort, la région culturelle et historique de Franche-Comté et la région administrative Bourgogne-Franche-Comté. 
Elle est administrativement rattachée au canton de Grandvillars et fait partie du Grand Belfort depuis 2017. Ses habitants sont appelés les Lariviérous.

## Géographie
Le village s'étend le long de la route départementale RD 11 qui relie Fontaine à Angeot. Il est situé à 2 km de Fontaine et à 13 km de Belfort, le chef-lieu de département. L'altitude moyenne du village est de 360 m et son territoire couvre 484 ha. La rivière qui le traverse est la Saint-Nicolas, qui descend du massif des Vosges, et qui est sans doute à l'origine de son nom.

### Climat
Pour des articles plus généraux, voir Climat de la Bourgogne-Franche-Comté et Climat du Territoire de Belfort.
En 2010, le climat de la commune est de type climat des marges montargnardes, selon une étude du Centre national de la recherche scientifique s'appuyant sur une série de données couvrant la période 1971-2000. En 2020, Météo-France publie une typologie des climats de la France métropolitaine dans laquelle la commune est exposée à un climat semi-continental et est dans la région climatique  Vosges, caractérisée par une pluviométrie très élevée (1 500 à 2 000 mm/an) en toutes saisons et un hiver rude (moins de 1 °C). 
Pour la période 1971-2000, la température annuelle moyenne est de 9,8 °C, avec une amplitude thermique annuelle de 17,5 °C. Le cumul annuel moyen de précipitations est de 1 078 mm, avec 11,6 jours de précipitations en janvier et 10,3 jours en juillet. Pour la période 1991-2020, la température moyenne annuelle observée sur la station météorologique de Météo-France la plus proche, « Felon_sapc », sur la commune de Felon à 4 km à vol d'oiseau, est de 10,3 °C et le cumul annuel moyen de précipitations est de 1 056,1 mm. 
La température maximale relevée sur cette station est de 38 °C, atteinte le 7 août 2015 ; la température minimale est de −19,3 °C, atteinte le 20 décembre 2009,,. 
Les paramètres climatiques de la commune ont été estimés pour le milieu du siècle (2041-2070) selon différents scénarios d'émission de gaz à effet de serre à partir des nouvelles projections climatiques de référence DRIAS-2020. Ils sont consultables sur un site dédié publié par Météo-France en novembre 2022.

## Urbanisme

### Typologie
Au 1er janvier 2024, Larivière est catégorisée commune rurale à habitat dispersé, selon la nouvelle grille communale de densité à sept niveaux définie par l'Insee en 2022.
Elle est située hors unité urbaine. Par ailleurs la commune fait partie de l'aire d'attraction de Belfort, dont elle est une commune de la couronne,. Cette aire, qui regroupe 91 communes, est catégorisée dans les aires de 50 000 à moins de 200 000 habitants,.

### Occupation des sols
L'occupation des sols de la commune, telle qu'elle ressort de la base de données européenne d’occupation biophysique des sols Corine Land Cover (CLC), est marquée par l'importance des territoires agricoles (71,7 % en 2018), une proportion identique à celle de 1990 (71,7 %). La répartition détaillée en 2018 est la suivante : 
terres arables (30,9 %), zones agricoles hétérogènes (28,1 %), forêts (23,1 %), prairies (12,7 %), zones urbanisées (5,1 %). L'évolution de l’occupation des sols de la commune et de ses infrastructures peut être observée sur les différentes représentations cartographiques du territoire : la carte de Cassini (XVIIIe siècle), la carte d'état-major (1820-1866) et les cartes ou photos aériennes de l'IGN pour la période actuelle (1950 à aujourd'hui).

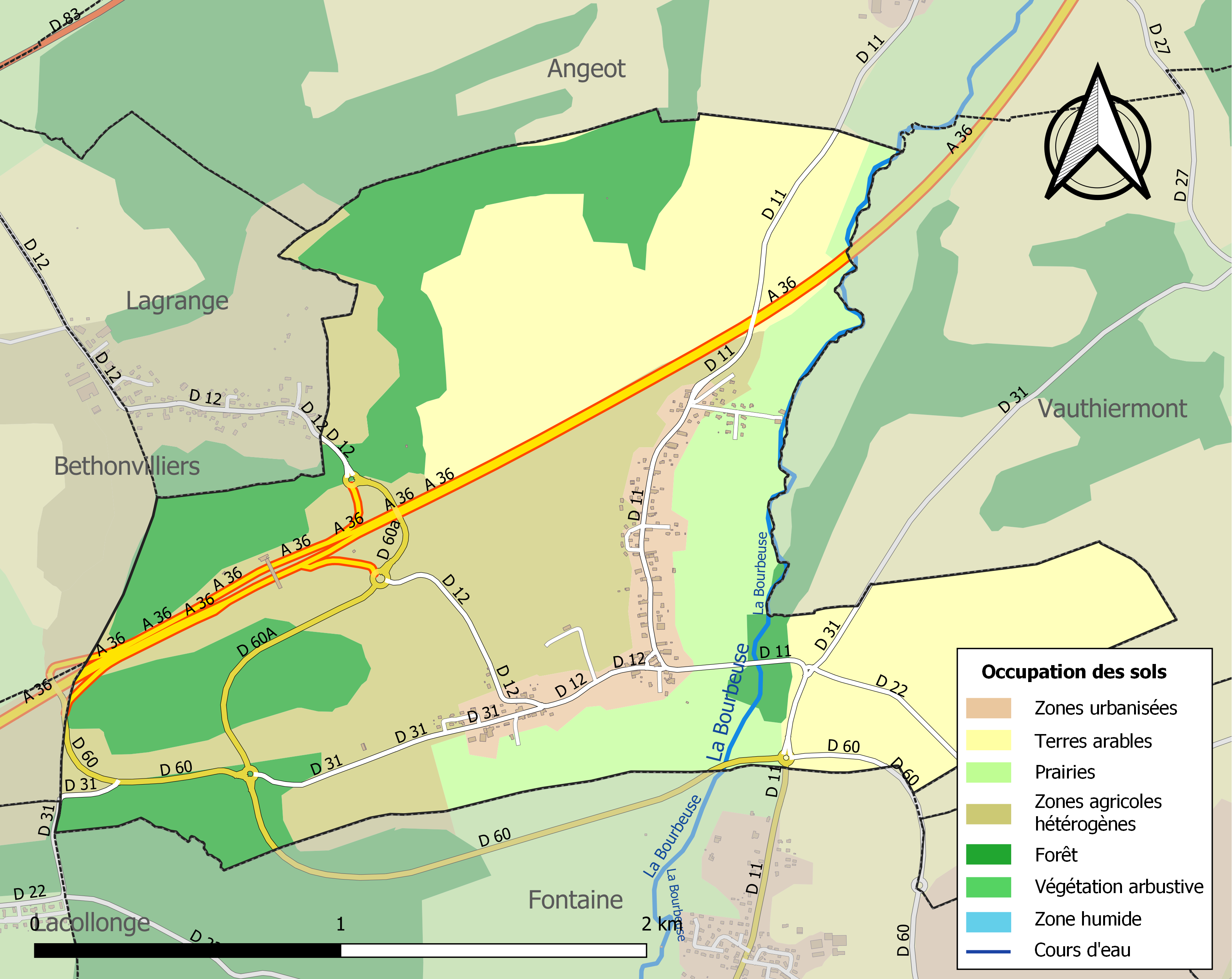
Carte des infrastructures et de l'occupation des sols de la commune en 2018 (CLC).

## Toponymie
- In Ryefier (1441), Rifir (1576), Riuiere (1579), Rifir (1644)[13].

## Histoire
Le nom du village est cité pour la première fois en 1322. Celui-ci dépendait étroitement d'Angeot, qui était alors une mairie importante et le siège d'une prévôté. En 1441 le village était déjà doté d'une chapelle dépendant de la paroisse de Saint-Cosme (département du Haut-Rhin). Ce n'est qu'en 1741 que Larivière est devenue paroisse à laquelle Lagrange a été rattachée en 1774. L'église actuelle, dédiée à saint Quirin, a été construite entre 1758 et 1789.

## Politique et administration

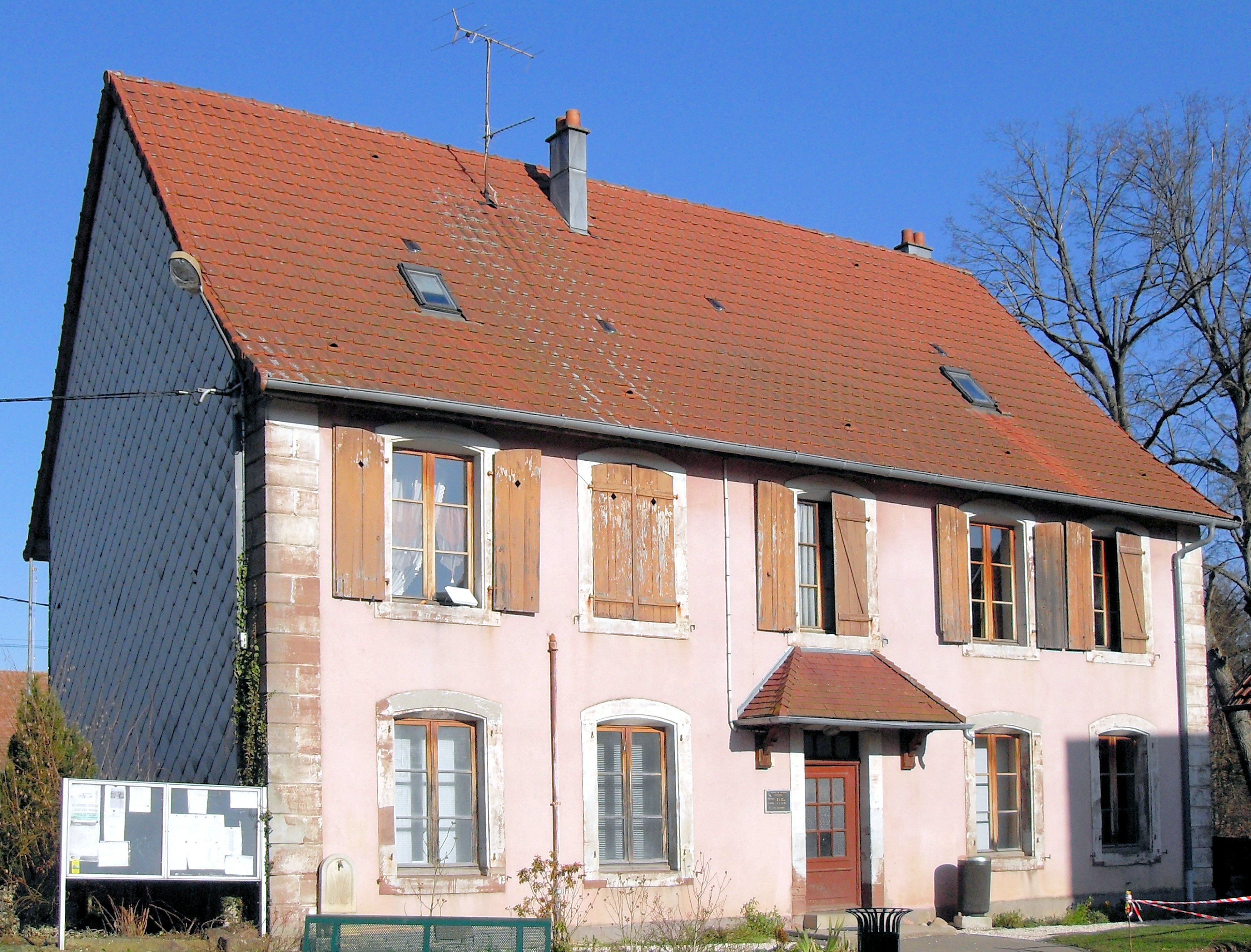
La mairie.

| Période                                  | Période  | Identité        | Étiquette | Qualité |
| ---------------------------------------- | -------- | --------------- | --------- | ------- |
| Les données manquantes sont à compléter. |          |                 |           |         |
| avant 1988                               | 1989     | Pierre Thiébaut | DVG       |         |
| 1989                                     | 1995     | Gérard Chipeaux |           |         |
| mars 2008                                | En cours | Marc Blondé     |           |         |

## Population et société

### Démographie
L'évolution du nombre d'habitants est connue à travers les recensements de la population effectués dans la commune depuis 1793. Pour les communes de moins de 10 000 habitants, une enquête de recensement portant sur toute la population est réalisée tous les cinq ans, les populations de référence des années intermédiaires étant quant à elles estimées par interpolation ou extrapolation. Pour la commune, le premier recensement exhaustif entrant dans le cadre du nouveau dispositif a été réalisé en 2008.

En 2022, la commune comptait 278 habitants, en évolution de −11,18 % par rapport à 2016 (Territoire de Belfort : −2,78 %, France hors Mayotte : +2,11 %).
| 1793 | 1800 | 1806 | 1821 | 1831 | 1836 | 1841 | 1846 | 1851 |
| ---- | ---- | ---- | ---- | ---- | ---- | ---- | ---- | ---- |
| 236  | 216  | 248  | 233  | 240  | 247  | 245  | 225  | 245  |

| 1856 | 1861 | 1866 | 1872 | 1876 | 1881 | 1886 | 1891 | 1896 |
| ---- | ---- | ---- | ---- | ---- | ---- | ---- | ---- | ---- |
| 219  | 237  | 225  | 223  | 222  | 226  | 220  | 199  | 202  |

| 1901 | 1906 | 1911 | 1921 | 1926 | 1931 | 1936 | 1946 | 1954 |
| ---- | ---- | ---- | ---- | ---- | ---- | ---- | ---- | ---- |
| 206  | 184  | 202  | 174  | 151  | 134  | 129  | 133  | 175  |

| 1962 | 1968 | 1975 | 1982 | 1990 | 1999 | 2006 | 2008 | 2013 |
| ---- | ---- | ---- | ---- | ---- | ---- | ---- | ---- | ---- |
| 136  | 138  | 181  | 166  | 197  | 190  | 274  | 298  | 320  |

| 2018 | 2022 | - | - | - | - | - | - | - |
| ---- | ---- | - | - | - | - | - | - | - |
| 289  | 278  | - | - | - | - | - | - | - |

### Personnalités liées à la commune
Larivière est aussi le lieu de naissance de :
- Georges Emmanuel Beuret né en 1772. Général et baron d'Empire décédé en 1828.
- Georges Beuret (1803-1859), général de brigade, tué pendant la bataille de Montebello (1859)

## Lieux et monuments

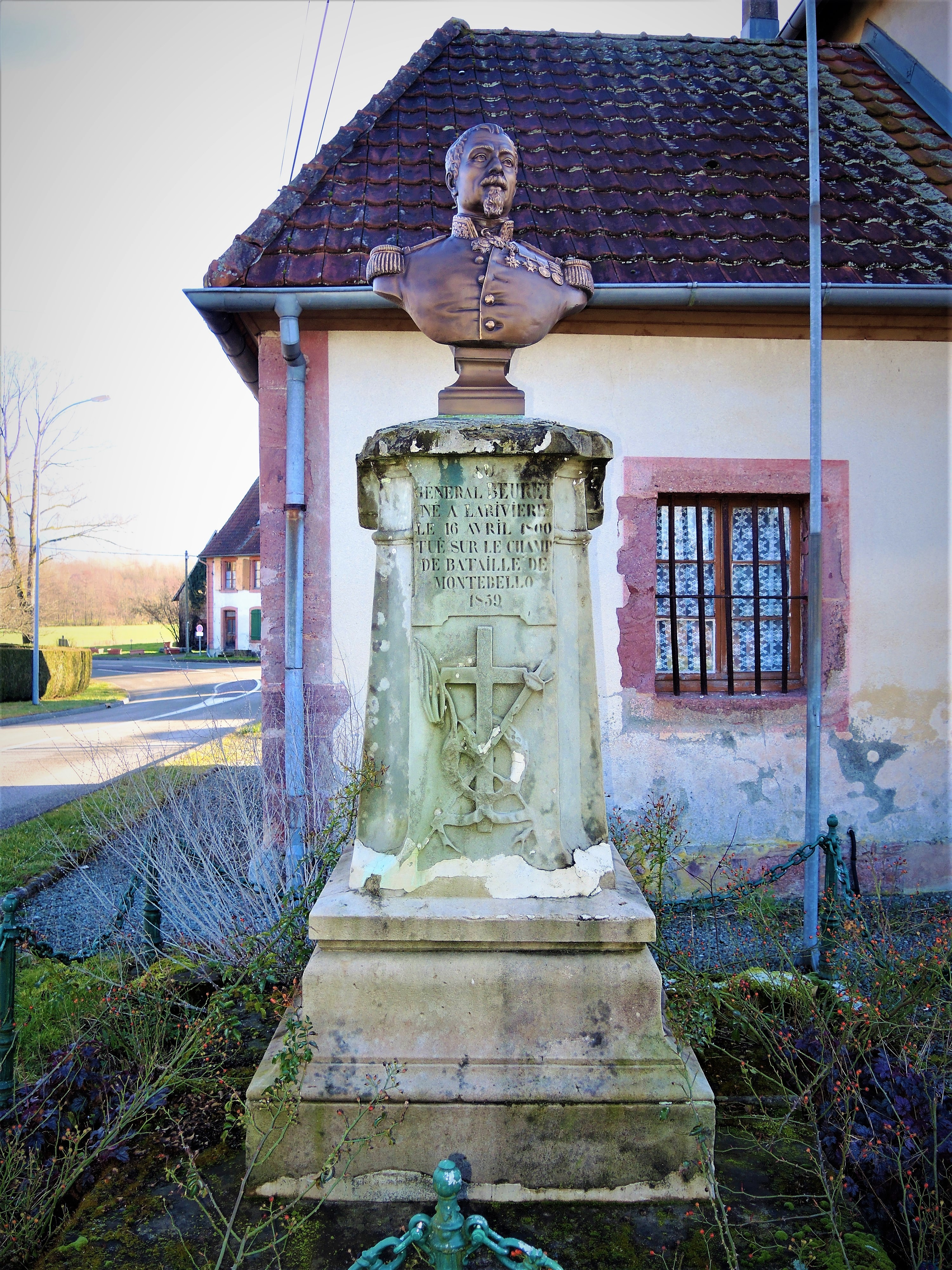
Mémorial du général Beuret

|  |  |

## Pour approfondir